# Епитрахиљ
Епитрахиљ (грчка επιτραχήλιο, петрахил, петрахиљ; грчка трáкхēлос: врат, оковратник) је део одежде православног свештеника и епископа под фелоном, тј. испод ризе, а преко стихара. То је заправо дужа, широка, крстовима извезена трака с изрезом за главу (одговара столи у католицизму). Ставља се око врата и пружа до испод колена. Епитрахиљ је сличан ђаконском орару, само су му оба краја напред састављена.
Епитрахиљ је најважнији део свештеничке одежде који означава благодат Светога Духа који се спушта на свештеника. И слично томе, како је и сам Исус Христос на својим раменима носио крст до страдања, тако поступа и јереј, вршећи тајну страдања његовог (симболизује „иго (јарам) Христов"). Такође, епитрахиљ подсећа на уже којим је Исус Христос везан око врата вођен на суд Пилату.
Без епитрахиља јереј не сме вршити никакву богослужбену радњу или обред. Ако се нека служба мора вршити (молитва, крштење, или нека друга свештена служба), а епитрахиља нема, онда вршење тајне не треба одлагати. Тада ће јереј узети појас или комад канапа, или некакво платно и, благословивши га, ставити га као епитрахиљ и извршити службу. После се таква ствар више не може сматрати за обичну, већ се мора користити као освећена.